# Cyrilovite
La cyrilovite è un minerale.